# Янковиці (Дзялдовський повіт)
Янковиці (пол. Jankowice, нім. Jankowitz) — село в Польщі, у гміні Дзялдово Дзялдовського повіту Вармінсько-Мазурського воєводства.
Населення — 247 осіб (2011).
У 1975-1998 роках село належало до Цехановського воєводства.

## Демографія
Демографічна структура станом на 31 березня 2011 року:
|          | Загалом | Допрацездатний вік | Працездатний вік | Постпрацездатний вік |
| -------- | ------- | ------------------ | ---------------- | -------------------- |
| Чоловіки | 129     | 27                 | 94               | 8                    |
| Жінки    | 118     | 29                 | 76               | 13                   |
| Разом    | 247     | 56                 | 170              | 21                   |